# Tupia
A tupia é uma ferramenta elétrica de eixo vertical rotativo, ao qual se podem acoplar diferentes variedades de fresas, usada em marcenaria e carpintaria para realizar diversos tipos de trabalhos, sendo especialmente indicada para fresar furos oblongos, ranhuras, arestas e chanfros e para fresar modelos, desenhos, enfeites, padrões ou letras.